# Jed Johnson junior

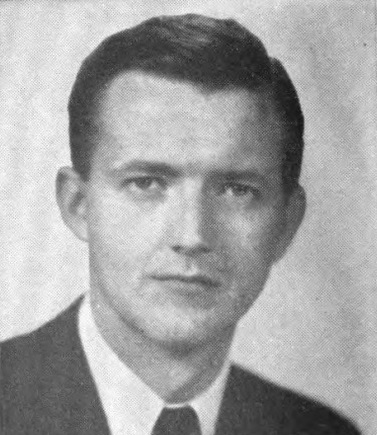
Jed Johnson junior, 1965

Jed Joseph Johnson Jr. (* 27. Dezember 1939 in Washington, D.C.; † 16. Dezember 1993 in Falls Church, Virginia) war ein US-amerikanischer Politiker der Demokratischen Partei. Zwischen 1965 und 1967 vertrat er den sechsten Wahlbezirk des Bundesstaates Oklahoma im US-Repräsentantenhaus.

## Werdegang
Jed Johnson war der Sohn von Jed Johnson senior, der zwischen 1927 und 1947 ebenfalls den sechsten Distrikt von Oklahoma im Kongress vertreten hatte. Der jüngere Johnson besuchte die öffentlichen Schulen in Chickasha (Oklahoma) und das Friends Seminary in New York. Danach war er als Saaldiener im Kongress tätig und besuchte bis 1957 die Capitol Page School in Washington. Anschließend absolvierte Johnson bis 1961 ein Studium an der University of Oklahoma. 1961 war er Delegierter auf einer UNO-Konferenz in Schweden, die sich mit der internationalen Studentenbewegung befasste. Von 1962 bis 1964 war Johnson Präsident des amerikanischen Jugendrates (United States Youth Council). 1963 leitete er die amerikanische Jugenddelegation bei einer UNESCO-Konferenz in Westafrika. Außerdem war er drei Jahre Beobachter bei den Vereinten Nationen.
1964 wurde Johnson in das US-Repräsentantenhaus gewählt. Dort nahm er am 3. Januar 1965 den gleichen Sitz ein, den einst sein Vater innegehabt hatte. Dabei löste er Victor Wickersham ab. Da er bei den Wahlen des Jahres 1966 nicht bestätigt wurde, konnte er bis zum 3. Januar 1967 nur eine Legislaturperiode im Kongress absolvieren. Nach seiner Zeit im Kongress war Johnson von 1967 bis 1968 bei der Behörde für wirtschaftliche Entwicklung (Office of Economic Opportunity) angestellt. Zwischen 1968 und 1972 war er Mitglied einer Kommission, die sich mit arbeitsrechtlichen Gleichberechtigungsproblemen befasste (Equal Employment Opportunity Commission). 1973 war er Berater eines Ausschusses des US-Senats, der die Präsidentschaftswahlkämpfe analysierte. Von 1974 bis zu seinem Tod leitete er die Vereinigung der früheren Kongressmitglieder.
Jed Johnson, der im November 1964 als Gast der Fernsehshow What's My Line? auftrat, war zuletzt in Alexandria in Virginia wohnhaft und starb im Dezember 1993 in Falls Church, ebenfalls in Virginia.